# Zachari Stojanovo
Zachari Stojanovo (bulgariska: Захари Стояново) är ett distrikt i Bulgarien.   Det ligger i kommunen Obsjtina Popovo och regionen Tărgovisjte, i den nordöstra delen av landet, 240 km öster om huvudstaden Sofia.